# سیستم‌عامل‌ها: طراحی و پیاده‌سازی
سیستم‌عامل‌ها: طراحی و پیاده‌سازی (به انگلیسی: Operating Systems: Design and Implementation) نام یک کتاب شناخته‌شده دربارهٔ مفاهیم و ساختار سیستم‌عامل‌ها است که توسط اندرو تننباوم و با همکاری آلبرت وودهال نوشته شده‌است. این کتاب دربرگیرنده سیستم‌عامل مینیکس است که تننباوم آن را برای اهداف آموزشی نوشته و به همراه کتاب عرضه کرده‌است. مینیکس یک سیستم‌عامل شبه یونیکس است و با استاندارد پازیکس هم سازگاری دارد. این کتاب در سال ۱۹۸۷ توسط انتشارات پرنتیس هال به چاپ رسیده است. در نسخه‌های اولیه این کتاب، کد منبع سیستم‌عامل مینیکس به صورت چاپ شده و در ۷۱۹ صفحه در کتاب قرار داده شده بود، اما در نسخه‌های جدیدتر، مینیکس به صورت دیسکی ضمیمه کتاب شده‌است. تا کنون ترجمه‌های مختلفی از این کتاب در ایران صورت گرفته‌است. کتاب در حال حاضر در ویرایش سوم خود به سر می‌برد و از ۵ فصل تشکیل شده‌است:
- فصل اول: مفاهیم پایه سیستم‌عامل‌ها
- فصل دوم: فرایندها
- فصل سوم: ورودی/خروجی
- فصل چهارم: مدیریت حافظه
- فصل پنجم: فایل سیستم